# 白毛門
白毛門 （しらがもん）は、群馬県利根郡みなかみ町に位置する山で、標高1720メートルである。ぐんま百名山で、「ぐんま県境稜線トレイル」谷川岳・ 馬蹄形縦走コースと群馬県自然環境保全地域（朝日岳・白毛門山東面）にもなっている。

## 登山ルート
- 白毛門登山口駐車場[6]より、約3時間[7][8]。
- 残雪期:白毛門登山口駐車場より、約4時間[9]。

## ギャラリー

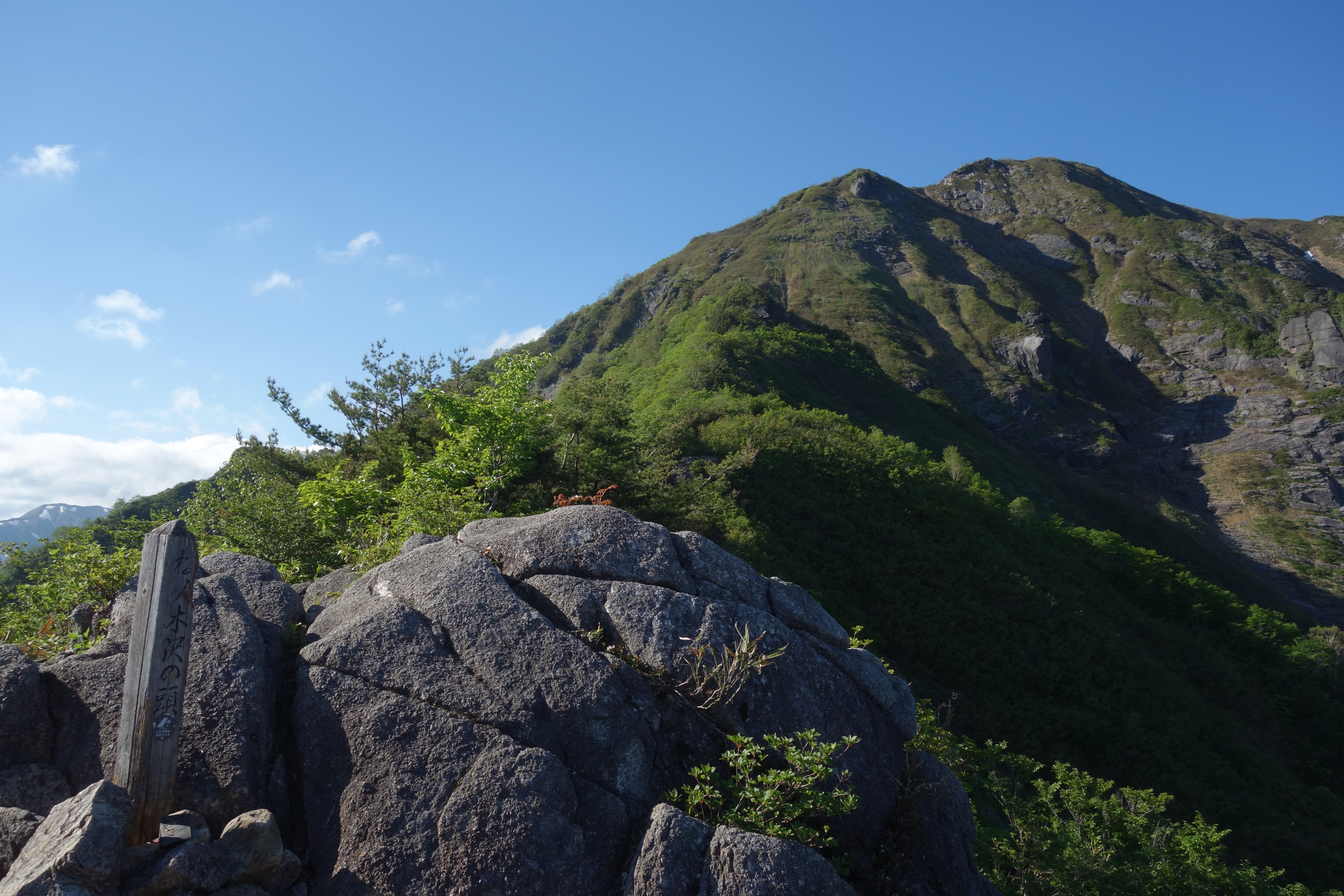
松ノ木沢ノ頭にて
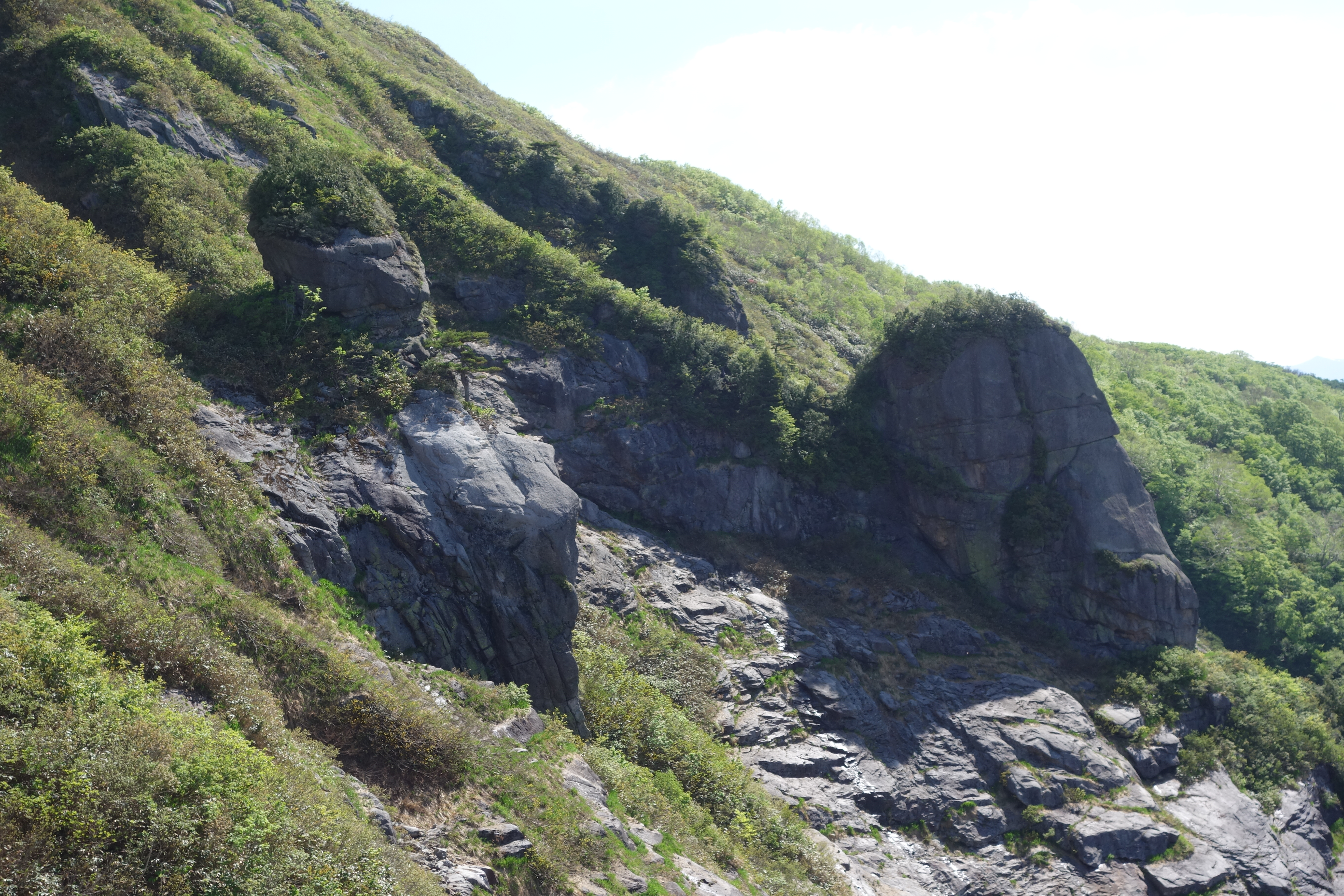
ジジ岩とババ岩
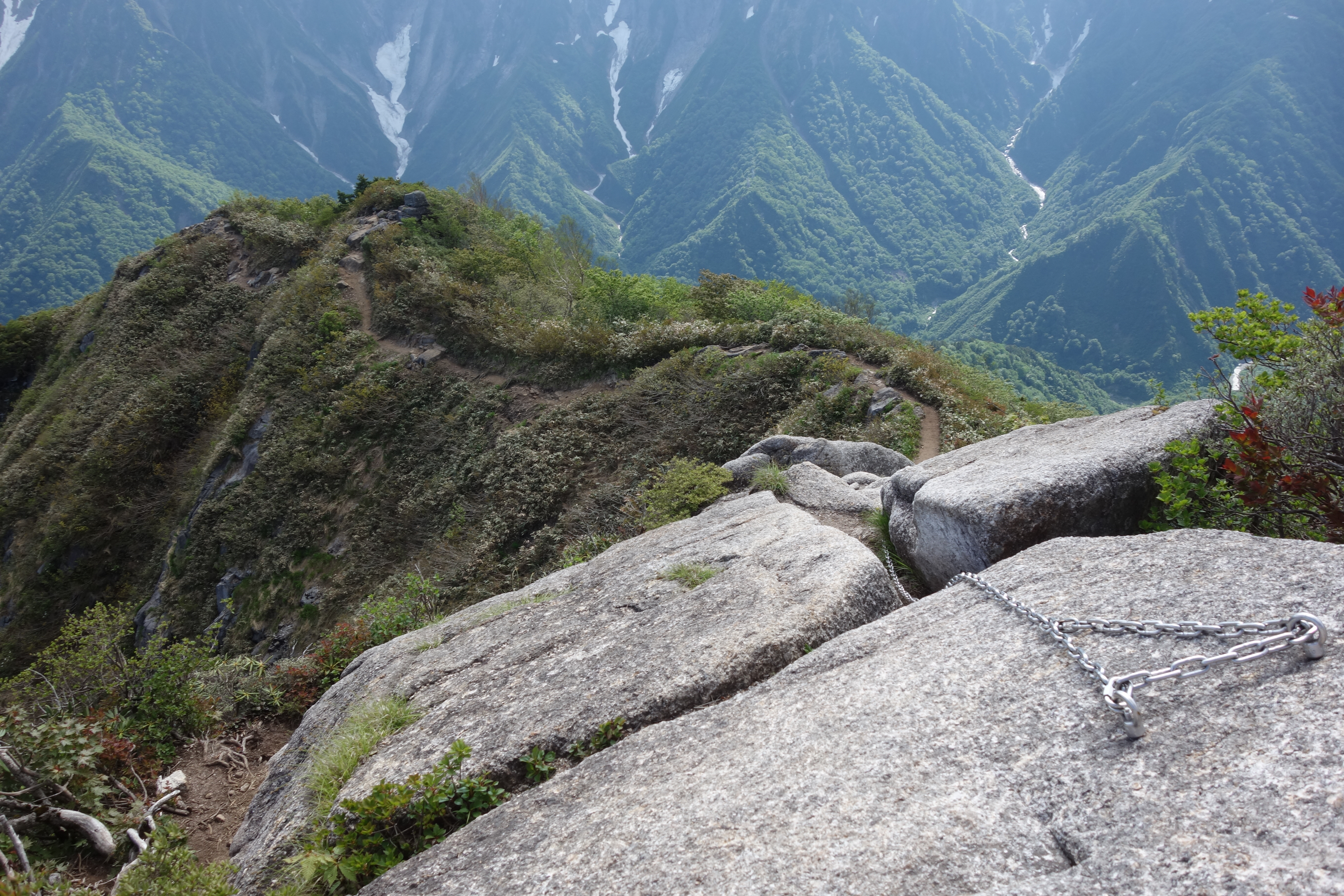
白毛門山頂直下の鎖場
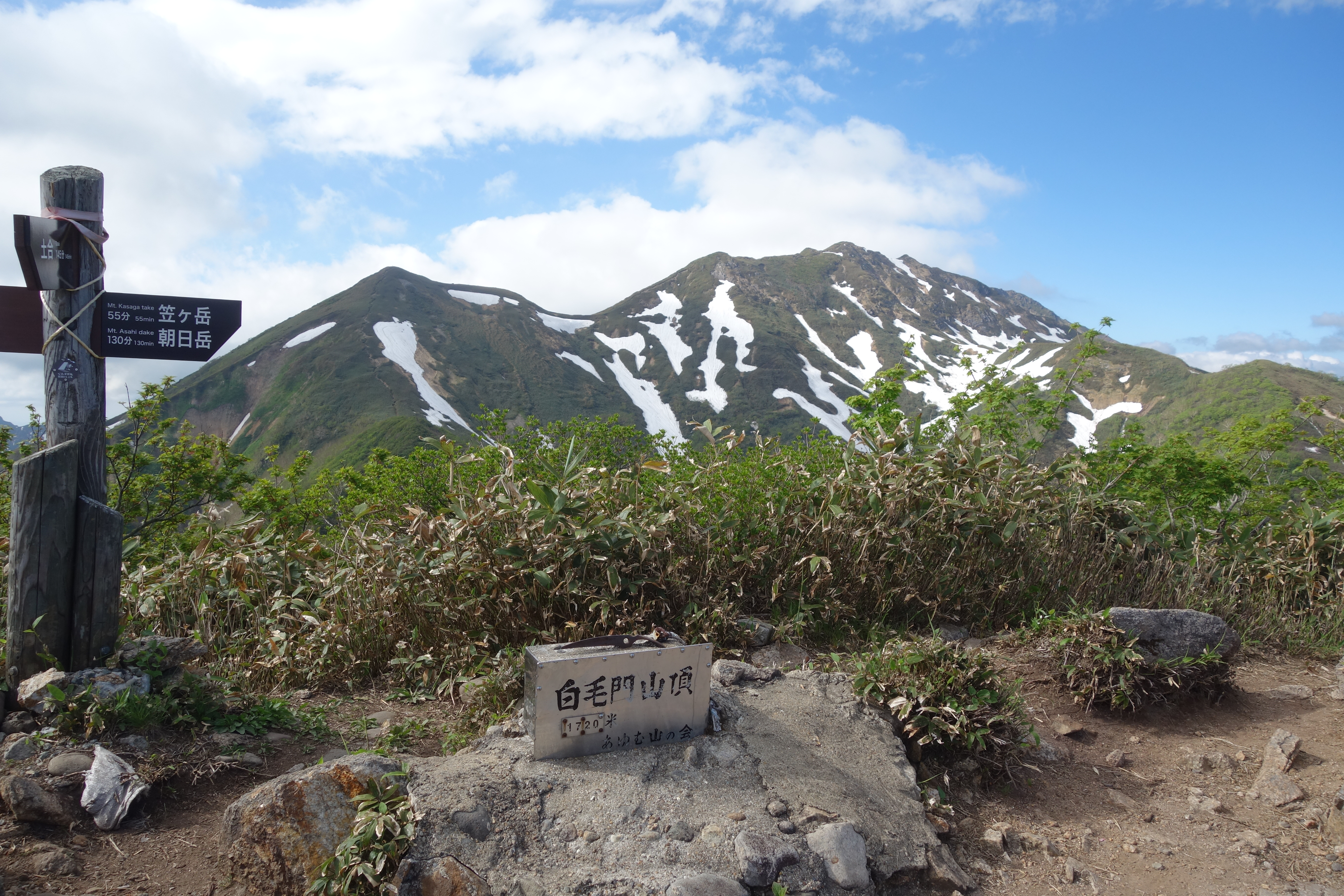
山頂からみた笠ヶ岳
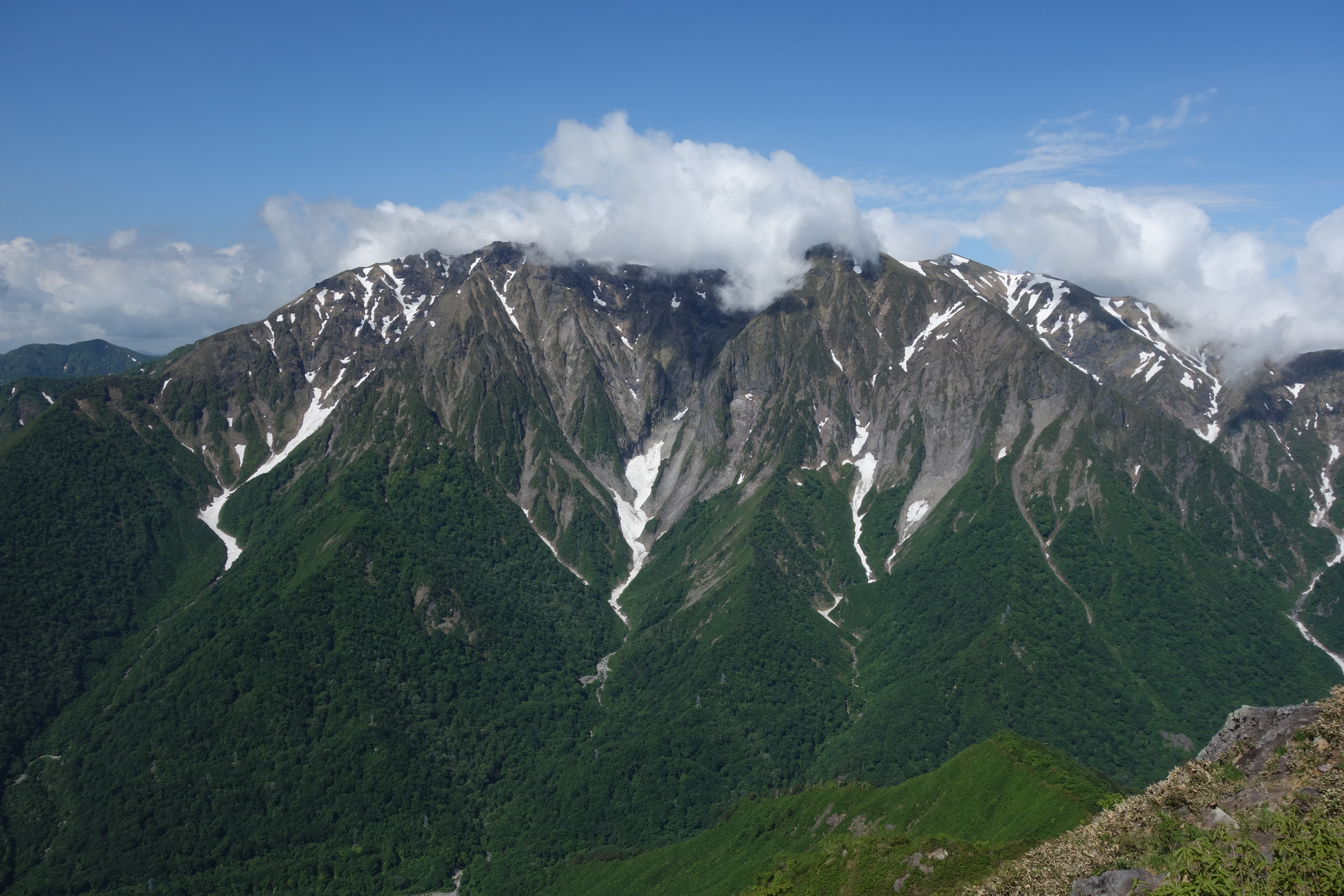
白毛門から見た谷川岳

## 周辺の山々
- 朝日岳・笠ヶ岳
- 谷川岳・一ノ倉岳・茂倉岳・武能岳・七ツ小屋山

## 河川
- 湯檜曽川

## アクセス
- 車:関越自動車道水上インターチェンジより、国道291号で約20分[10]。
- 電車:上越線土合駅から徒歩約20分。
- バス:上越新幹線上毛高原駅より、関越交通で約45分。水上駅より約25分[11]。